# AFC West
AFC West je divize American Football Conference (AFC, Americké fotbalové konference) National Football League (NFL, Národní fotbalové ligy). Má čtyři členy: Denver Broncos, Kansas City Chiefs, Las Vegas Raiders a Los Angeles Chargers.

## Historie
Divize byla založena v roce 1960 jako Western Division AFL. V roce 1970 se v rámci sloučení AFL a NFL stala AFC West, a během své historie přivítala několik týmů, nicméně dnes v ní de facto hrají stejné týmy, jako na začátku.
Původní AFL Western měla čtyři členy: Dallas Texenas (v roce 1963 se stěhují do Kansasu), Denver Broncos, Los Angeles Chargers (stěhují se do San Diega v roce 1961) a Oakland Raiders. Tyto čtyři týmy zůstaly v divizi AFL/AFC West během celé její historie a v současné době jsou jejími jedinými členy. Přestože Raiders mezi roky 1982 – 1994 hráli v Los Angeles, zůstali v této divizi, protože všechny týmy spojuje silná vzájemná rivalita.
Cincinnati Bengals zde hráli poslední dvě sezóny v AFL a poté byli přesunuti do AFC Central (nyní AFC North).
Každý ze čtyř týmů vyhrál po znovuobnovení v roce 2002 divizní titul: Oakland v roce 2002, Kansas City 2003, San Diego 2004 a Denver 2005, což je jediný případ v celé NFL.
Přezdívka této divize je „AFC Smythe“ podle staré „Smythe Division“ NHL, která se nyní dělí na Pacifickou a Severozápadní.
V prvních letech nového století byla tato divize označována jako nejtěžší díky dobrým výsledkům týmů na domácích hřištích, ačkoli v roce 2008 byla nejslabší od AFC Central 1985. Vítězové San Diego Chargers se s bilancí 8-8 do play-off dostali, naproti tomu New England Patriots z AFC East s bilancí 11-5 nikoliv. I když je rovněž třeba poznamenat, že Chargers porazili Patriots 30-10 v šestém týdnu sezóny.

## Složení divize
1960 - Čtyři zakládající týmy AFL Western Division.
- Dallas Texans
- Denver Broncos
- Los Angeles Chargers
- Oakland Raiders

1961 - 1962 – Chargers se stěhují do San Diega.
- Dallas Texans
- Denver Broncos
- Oakland Raiders
- San Diego Chargers

1963 - 1967 – Texans se stěhují do Kansas City a mění název na Chiefs.
- Denver Broncos
- Kansas City Chiefs
- Oakland Raiders
- San Diego Chargers

1968 - 1969 – Přicházejí Cincinnati Bengals.
- Cincinnati Bengals
- Denver Broncos
- Kansas City Chiefs
- Oakland Raiders
- San Diego Chargers

1970 - 1975 – Z AFL Western Division se stává AFC West, Bengals se stěhují do AFC Central.
- Denver Broncos
- Kansas City Chiefs
- Oakland Raiders
- San Diego Chargers

1976 - Přichází Tampa Bay Buccaneers.
- Denver Broncos
- Kansas City Chiefs
- Oakland Raiders
- San Diego Chargers
- Tampa Bay Buccaneers

1977 - 1981 – Z NFC West přichází Seattle Seahawks místo Tampy, která odchází do NFC Central.
- Denver Broncos
- Kansas City Chiefs
- Oakland Raiders
- San Diego Chargers
- Seattle Seahawks

1982 - 1994 – Raiders se stěhují do Los Angeles.
- Denver Broncos
- Kansas City Chiefs
- Los Angeles Raiders
- San Diego Chargers
- Seattle Seahawks

1995 - 2001 – Raiders v zpátky v Oaklandu.
- Denver Broncos
- Kansas City Chiefs
- Oakland Raiders
- San Diego Chargers
- Seattle Seahawks

2002 - 2016 – Seattle odchází do NFC West.
- Denver Broncos
- Kansas City Chiefs
- Oakland Raiders
- San Diego Chargers

2017 - 2020 – Chargers se stěhují do Los Angeles.
- Denver Broncos
- Kansas City Chiefs
- Los Angeles Chargers
- Oakland Raiders

2020 - současnost – Raiders se stěhují do Las Vegas
- Denver Broncos
- Kansas City Chiefs
- Las Vegas Raiders
- Los Angeles Chargers

## Šampióni divize
| Sezóna               | Tým                  | Bilance | Výsledek v play-off               |
| -------------------- | -------------------- | ------- | --------------------------------- |
| AFL Western Division |                      |         |                                   |
| 1960                 | Los Angeles Chargers | 10-4-0  | Porážka v AFL Championship Game   |
| 1961                 | San Diego Chargers   | 12-2-0  | Porážka v AFL Championship Game   |
| 1962                 | Dallas Texans        | 11-3-0  | Vítězství v AFL Championship Game |
| 1963                 | San Diego Chargers   | 11-3-0  | Vítězství v AFL Championship Game |
| 1964                 | San Diego Chargers   | 8-5-1   | Porážka v AFL Championship Game   |
| 1965                 | San Diego Chargers   | 9-2-3   | Porážka v AFL Championship Game   |
| 1966                 | Kansas City Chiefs   | 11-2-1  | Porážka v Super Bowlu I           |
| 1967                 | Oakland Raiders      | 13-1-0  | Porážka v Super Bowlu II          |
| 1968!                | Oakland Raiders      | 12-2-0  | Porážka v AFL Championship Game   |
| 1969                 | Oakland Raiders      | 12-1-1  | Porážka v AFL Championship Game   |
| AFC West             |                      |         |                                   |
| 1970                 | Oakland Raiders      | 8-4-2   | Porážka v AFC Championship Game   |
| 1971                 | Kansas City Chiefs   | 10-3-1  | Porážka v AFC Divisional Play-off |
| 1972                 | Oakland Raiders      | 10-3-1  | Porážka v AFC Divisional Play-off |
| 1973                 | Oakland Raiders      | 9-4-0   | Porážka v AFC Championship Game   |
| 1974                 | Oakland Raiders      | 12-2-0  | Porážka v AFC Championship Game   |
| 1975                 | Oakland Raiders      | 11-3-0  | Porážka v AFC Championship Game   |
| 1976                 | Oakland Raiders      | 13-1-0  | Vítězství v Super Bowlu XI        |
| 1977                 | Denver Broncos       | 12-2-0  | Porážka v Super Bowlu XII         |
| 1978                 | Denver Broncos       | 10-6-0  | Porážka v AFC Divisional Play-off |
| 1979                 | San Diego Chargers   | 12-4-0  | Porážka v AFC Divisional Play-off |
| 1980                 | San Diego Chargers   | 11-5-0  | Porážka v AFC Championship Game   |
| 1981                 | San Diego Chargers   | 10-6-0  | Porážka v AFC Championship Game   |
| 1982+                | Los Angeles Raiders  | 8-1-0   | Porážka v AFC Second Round        |
| 1983                 | Los Angeles Raiders  | 12-4-0  | Vítězství v Super Bowlu XVIII     |
| 1984                 | Denver Broncos       | 13-3-0  | Porážka v AFC Divisional Play-off |
| 1985                 | Los Angeles Raiders  | 12-4-0  | Porážka v AFC Divisional Play-off |
| 1986                 | Denver Broncos       | 11-5-0  | Porážka v Super Bowlu XXI         |
| 1987                 | Denver Broncos       | 10-4-1  | Porážka v Super Bowlu XXII        |
| 1988                 | Seattle Seahawks     | 9-7-0   | Porážka v AFC Divisional Play-off |
| 1989                 | Denver Broncos       | 11-5-0  | Porážka v Super Bowlu XXIV        |
| 1990                 | Los Angeles Raiders  | 12-4-0  | Porážka v AFC Championship Game   |
| 1991                 | Denver Broncos       | 12-4-0  | Porážka v AFC Championship Game   |
| 1992                 | San Diego Chargers   | 11-5-0  | Porážka v AFC Divisional Play-off |
| 1993                 | Kansas City Chiefs   | 11-5-0  | Porážka v AFC Championship Game   |
| 1994                 | San Diego Chargers   | 11-5-0  | Porážka v Super Bowlu XXIX        |
| 1995                 | Kansas City Chiefs   | 13-3-0  | Porážka v AFC Divisional Play-off |
| 1996                 | Denver Broncos       | 13-3-0  | Porážka v AFC Divisional Play-off |
| 1997                 | Kansas City Chiefs   | 13-3-0  | Porážka v AFC Divisional Play-off |
| 1998                 | Denver Broncos       | 14-2-0  | Vítězství v Super Bowlu XXXIII    |
| 1999                 | Seattle Seahawks     | 9-7-0   | Porážka v AFC Wild Card Play-off  |
| 2000                 | Oakland Raiders      | 12-4-0  | Porážka v AFC Championship Game   |
| 2001                 | Oakland Raiders      | 10-6-0  | Porážka v AFC Divisional Play-off |
| 2002                 | Oakland Raiders      | 11-5-0  | Porážka v Super Bowlu XXXVII      |
| 2003                 | Kansas City Chiefs   | 13-3-0  | Porážka v AFC Divisional Play-off |
| 2004                 | San Diego Chargers   | 12-4-0  | Porážka v AFC Wild Card Play-off  |
| 2005                 | Denver Broncos       | 13-3-0  | Porážka v AFC Championship Game   |
| 2006                 | San Diego Chargers   | 14-2-0  | Porážka v AFC Divisional Play-off |
| 2007                 | San Diego Chargers   | 11-5-0  | Porážka v AFC Championship Game   |
| 2008                 | San Diego Chargers   | 8-8-0   | Porážka v AFC Divisional Play-off |
| 2009                 | San Diego Chargers   | 13-3-0  | Porážka v AFC Divisional Play-off |
| 2010                 | Kansas City Chiefs   | 10-6-0  | Porážka v AFC Wild Card Play-off  |
| 2011                 | Denver Broncos       | 8-8-0   | Porážka v AFC Divisional Play-off |
| 2012                 | Denver Broncos       | 13-3-0  | Porážka v AFC Divisional Play-off |
| 2013                 | Denver Broncos       | 13-3-0  | Porážka v Super Bowlu XLVIII      |
| 2014                 | Denver Broncos       | 12-4-0  | Porážka v AFC Divisional Play-off |
| 2015                 | Denver Broncos       | 12-4-0  | Vítězství v Super Bowlu L         |
| 2016                 | Kansas City Chiefs   | 12-4-0  | Porážka v AFC Divisional Play-off |
| 2017                 | Kansas City Chiefs   | 10-6-0  | Porážka v AFC Wild Card Play-off  |
| 2018                 | Kansas City Chiefs   | 12-4-0  | Porážka v AFC Championship Game   |
| 2019                 | Kansas City Chiefs   | 12-4-0  | Vítězství v Super Bowlu LIV       |
| 2020                 | Kansas City Chiefs   | 14-2-0  |                                   |

! Oakland Raiders i Kansas City Chiefs končí sezónu bilancí 12-2-0. Raiders vítězí v dodatečném utkání na svém stadionu 41-6 a reprezentují Western Division v AFL Championship Game.
+ Stávka hráčů zredukovala sezónu na 9 zápasů, z toho důvodu vedení ligy zorganizovalo speciální „turnaj“ pouze pro tento rok. Pořadí v divizi nebylo formálně uznáno, i když každá divize musela vyslat alespoň jeden tým do play-off.

## Divoká karta
| Sezóna               | Tým                                    | Bilance       | Výsledek v play-off                                                |
| -------------------- | -------------------------------------- | ------------- | ------------------------------------------------------------------ |
| AFL Western Division |                                        |               |                                                                    |
| 1969                 | Kansas City Chiefs                     | 11-3-0        | Vítězství v Super Bowlu IV                                         |
| AFC West             |                                        |               |                                                                    |
| 1977                 | Oakland Raiders                        | 11-3-0        | Porážka v AFC Championship Game                                    |
| 1979                 | Denver Broncos                         | 10-6-0        | Porážka v AFC Wild Card Play-off                                   |
| 1980                 | Oakland Raiders                        | 11-5-0        | Vítězství v Super Bowlu XV                                         |
| 1982+                | San Diego Chargers                     | 6-3-0         | Porážka v AFC Second Round                                         |
| 1983                 | Seattle Seahawks Denver Broncos        | 9-7-0         | Porážka v AFC Championship Game Porážka v AFC Wild Card Play-off   |
| 1984                 | Seattle Seahawks Los Angeles Raiders   | 12-4-0 11-5-0 | Porážka v AFC Divisional Play-off Porážka v AFC Wild Card Play-off |
| 1986                 | Kansas City Chiefs                     | 10-6-0        | Porážka v AFC Wild Card Play-off                                   |
| 1987                 | Seattle Seahawks                       | 9-6-0         | Porážka v AFC Wild Card Play-off                                   |
| 1990                 | Kansas City Chiefs                     | 11-5-0        | Porážka v AFC Wild Card Play-off                                   |
| 1991                 | Kansas City Chiefs Los Angeles Raiders | 10-6-0 9-7-0  | Porážka v AFC Divisional Play-off Porážka v AFC Wild Card Play-off |
| 1992                 | Kansas City Chiefs                     | 10-6-0        | Porážka v AFC Wild Card Play-off                                   |
| 1993                 | Los Angeles Raiders Denver Broncos     | 10-6-0 9-7-0  | Porážka v AFC Divisional Play-off Porážka v AFC Wild Card Play-off |
| 1994                 | Kansas City Chiefs                     | 9-7-0         | Porážka v AFC Wild Card Play-off                                   |
| 1995                 | San Diego Chargers                     | 9-7-0         | Porážka v AFC Wild Card Play-off                                   |
| 1997                 | Denver Broncos                         | 12-4-0        | Vítězství v Super Bowlu XXXII                                      |
| 2000                 | Denver Broncos                         | 11-5-0        | Porážka v AFC Wild Card Play-off                                   |
| 2003                 | Denver Broncos                         | 10-6-0        | Porážka v AFC Wild Card Play-off                                   |
| 2004                 | Denver Broncos                         | 10-6-0        | Porážka v AFC Wild Card Play-off                                   |
| 2006                 | Kansas City Chiefs                     | 9-7-0         | Porážka v AFC Wild Card Play-off                                   |
| 2013                 | Kansas City Chiefs San Diego Chargers  | 11-5-0 9-7-0  | Porážka v AFC Wild Card Play-off Porážka v AFC Divisional Play-off |
| 2015                 | Kansas City Chiefs                     | 11-5-0        | Porážka v AFC Divisional Play-off                                  |
| 2016                 | Oakland Raiders                        | 12-4-0        | Porážka v AFC Wild Card Play-off                                   |
| 2018                 | Los Angeles Chargers                   | 12-4-0        | Porážka v AFC Divisional Play-off                                  |

+ Stávka hráčů zredukovala sezónu na 9 zápasů, z toho důvodu vedení ligy zorganizovalo speciální „turnaj“ pouze pro tento rok. Pořadí v divizi nebylo formálně uznáno, i když každá divize musela vyslat alespoň jeden tým do play-off.

## Celkem v play-off
| Tým                                             | Divizní šampión | Účast v play-off | Titul v AFL | Šampion Konference | Vítězství v Super Bowlu |
| ----------------------------------------------- | --------------- | ---------------- | ----------- | ------------------ | ----------------------- |
| Denver Broncos                                  | 15              | 22               | 0           | 8                  | 3                       |
| Dallas Texans/Kansas City Chiefs                | 13!             | 23               | 1           | 2                  | 3                       |
| Los Angeles/Oakland Raiders1 /Las Vegas Raiders | 15              | 22               | 1           | 5                  | 3                       |
| Los Angeles/San Diego Chargers                  | 15              | 19               | 1           | 1                  | 1                       |

! Chiefs se v roce 1968 dělili o první místo s Raiders, ale prohráli vložený zápas.

1 Mezi roky 1982 – 1994 jako Los Angeles Raiders.

2 Odchází do NFC West v roce 2002.

3 Jedna účast v Super Bowlu po odchodu do NFC.

4 Pouze v roce 1976.

5 Vítězství v Super Bowlu po odchodu do NFC.